# Município Quilengues
Município Quilengues är en kommun i Angola.   Den ligger i provinsen Huíla, i den västra delen av landet, 600 km söder om huvudstaden Luanda. Antalet invånare är 123 005.
Omgivningarna runt Município Quilengues är huvudsakligen savann. Runt Município Quilengues är det glesbefolkat, med 16 invånare per kvadratkilometer.